# Mikrotik
MikrotikLS, meglio conosciuta semplicemente con il marchio MikroTik, è un'azienda lettone con sede a Riga, produttrice di apparati informatici di networking, in particolare router e apparati wireless, e nota nel mercato dell'hardware a basso costo e ad alta configurabilità dello strato firmware. I suoi prodotti sono infatti equipaggiati con firmware liberi, come RouterOS o alternative come OpenWrt, e costituiscono un'alternativa economica ai costosi router e ponti radio Ethernet e per questo motivo sono stati scelti in diversi progetti nei mercati dei paesi in via di sviluppo.

## Origini
La compagnia è stata fondata nel 1995 con l'intento di emergere nel mercato wireless. Nel 2005 la società ha raggiunto più di 50 impiegati.
La produzione di hardware è costituita dalla linea di prodotti RouterBOARD, schede modulari con funzioni di router o apparato wireless.
Nel 1997 l'azienda ha sviluppato il sistema operativo RouterOS, il primo software basato su tecnologia Linux che permette agli utenti di trasformare un normale PC in un router avanzato. Il sistema operativo è licenziato con diversi livelli, che permettono diversi utilizzi del sistema. È utilizzato in tutto il mondo da moltissimi wireless internet service provider per connettere utenti in banda non licenziata.
Nel 2002 la MikroTik ha cominciato a produrre anche hardware di rete, con il marchio RouterBOARD, che permettono, a basso costo, di implementare soluzioni di rete.
Nel 2013 l'azienda contava 144 persone.
Nel 2014 i proprietari della società hanno annunciato il rinnovamento della storica Valsts Elektrotehniskā Fabrika (VEF).

## Prodotti

### RouterOS
Il prodotto principale di MikroTik è un sistema operativo basato sul kernel Linux, conosciuto come MikroTik RouterOS. Installato su hardware proprietario della società (serie RouterBOARD), o su computer di serie x86, trasforma il computer in un router di rete e implementa diverse funzionalità aggiuntive, come ad esempio firewall, virtual private network (VPN) server e client, con caratteristiche come firewall, VPN server e client, bandwidth shaper, punto d'accesso wireless e molte altre caratteristiche di uso comune, come l'interconnessione delle reti. Il sistema è anche in grado di servire come hotspot di un sistema captive portal.
Un'applicazione MS Windows di nome Winbox fornisce una interfaccia grafica per la configurazione e il monitoraggio di RouterOS, ma RouterOS permette anche l'accesso via FTP, Telnet e Secure Shell (SSH). Un'interfaccia di programmazione dell'applicazione è disponibile per l'accesso diretto da applicazioni per la gestione e il monitoraggio.

#### Caratteristiche
RouterOS supporta molte applicazioni utilizzate dai fornitori di servizi Internet, ad esempio OSPF, BGP, Multiprotocol Label Switching (VPLS / MPLS), OpenFlow. Il prodotto è supportato da MikroTik attraverso un forum e un wiki, fornendo esempi assortiti e tematiche di configurazioni. RouterOS supporta IPv4 e IPv6.

#### Versioni
- RouterOS v7: dicembre 2021 (basato su kernel Linux 5.6.3)
- RouterOS v6: maggio 2013 (basato su kernel Linux 3.3.5)
- RouterOS v5: maggio 2010 (basato su kernel Linux 2.6.35)
- RouterOS v4: ottobre 2009 (basato su kernel Linux 2.6.26)
- RouterOS v3: gennaio 2008 (basato su kernel Linux 2.4.31)

### RouterBOARD

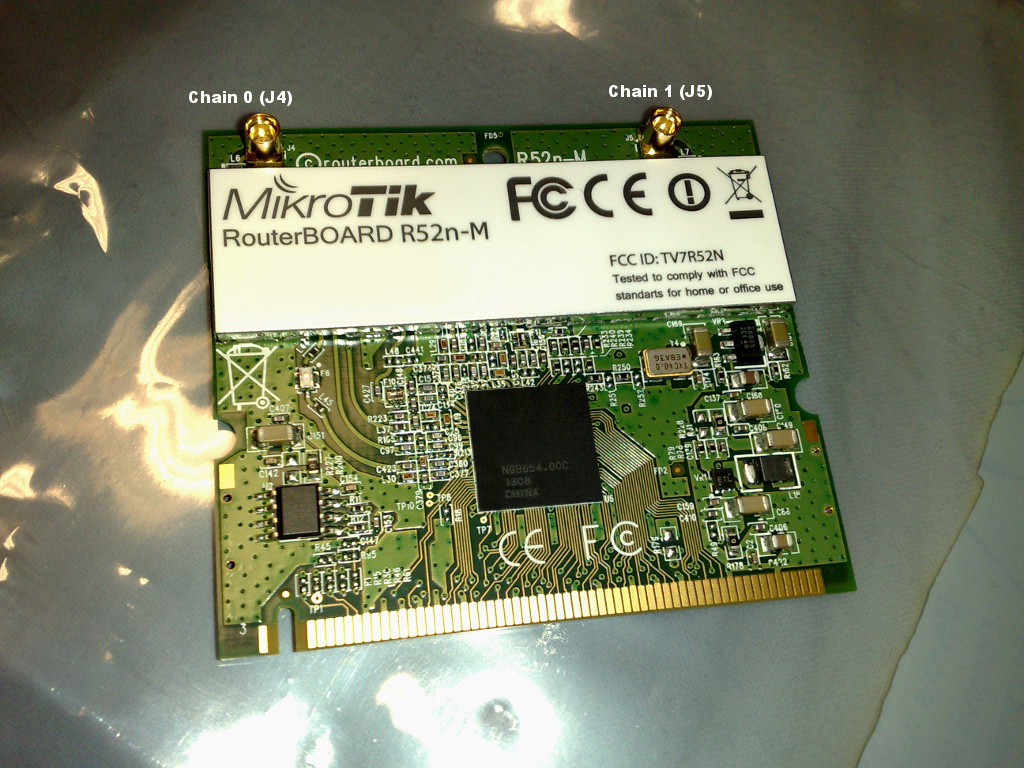
RouterBOARD R52n-M

L'azienda produce una serie di circuiti integrati, commercializzati con il nome RouterBOARD, che tramite componenti accessori realizzano una piattaforma operativa hardware completa per RouterOS.
La linea RouterBOARD, combinato con RouterOS, è commercializzato da piccoli e medi fornitori di servizi Internet wireless, che forniscono in genere l'accesso wireless a banda larga in aree remote. I prodotti includono pre-assemblati small office / home office (SOHO), i router wireless 802.11n MIMO e TDMA per uso interno ed esterno e anche i router in forma di circuiti stampati (PCB) per l'integrazione in soluzioni personalizzate. Inoltre, la linea RouterBOARD comprende una serie di adattatori wireless Mini PCI e PCI Express, supportando una vasta gamma di IEEE 802.11 protocolli, e progettato per essere utilizzato insieme alle schede router lineup.
Nonostante il fatto che le patch del kernel Linux sviluppate in-house necessarie per il supporto hardware non siano messi a disposizione del pubblico da MikroTik, molte schede RouterBOARD e le loro versioni sono ben supportate da firmware Linux-based di terze parti, in particolare OpenWrt.

### Cloud Core Router
Nel novembre 2012, MikroTik ha rilasciato l'unità integrata Cloud Core Router, dedicata a fornitori di rete di medie dimensioni, per cercare di essere un'alternativa a buon prezzo agli altri marchi più noti.

## Diffusione nei mercati in via di sviluppo
Diversi progetti di networking nei paesi in via di sviluppo hanno adottato i prodotti hardware o software MikroTik.
Nel 2004 è stato avviato un progetto per la costruzione a basso costo di un'infrastruttura Internet nelle zone rurali del Mali. I router MikroTik ed i sistemi operativi sono stati scelti per il loro basso costo e flessibilità, oltre al fatto che il sistema aveva già "una base di utenti considerevole in Mali", e aveva una interfaccia utente considerato "superiore ad altri prodotti".
Nel progetto BoulSat di Ingegneria senza frontiere di Pisa, che ha fornito accesso Internet alla comunità di Boulsa in Burkina Faso a partire dal 2007, è stato realizzato con tecnologie povere, tra cui la Routerboad, che sono state preferite alle tecnologie più recenti a causa della maggiore stabilità e robustezza e grazie dell'uso di hardware e software aperto che hanno permesso di raggiungere sistemi molto solidi, a costi molto bassi e facili da gestire e sostenere per la comunità locale.
Nel 2008, in Brasile i router sono stati utilizzati per costruire le infrastrutture per la fornitura di accesso a Internet gratuito nell stato del Piauí. I router MikroTik sono anche molto diffusi nella Repubblica Ceca, in Serbia ed in Ungheria.
Infine, nell'ambito del programma One Laptop Per Child, in Uruguay è stata implementata una rete wireless scolastica a livello nazionale: circa 200.000 studenti uruguaiani hanno ricevuto un piccolo computer portatile con il quale si collegano ad hotspot MikroTik.

## Vulnerabilità
Il 23 maggio 2018, Cisco Talos Intelligence Group ha segnalato che alcuni dispositivi MikroTik erano stati ritenuti vulnerabili al malware VPNFilter.
RouterOS fino alla versione 6.42 consente agli aggressori remoti non autenticati di leggere file arbitrari e agli aggressori remoti autenticati di scrivere file arbitrari a causa di una vulnerabilità di attraversamento delle directory nell'interfaccia WinBox.

### Meris
A partire da giugno 2021, una botnet composta da dispositivi Mikrotik non protetti creò enormi volumi di traffico a livello di applicazione utilizzando il HTTP pipelining, ottenendo come risultato un DDOS. La rete è stata chiamata Mēris (o Meris) da Qrator. Yandex ha segnalato attacchi a partire dal 4 agosto 2021 (oltre 5 milioni di richieste al secondo) con un massiccio attacco il 5 settembre 2021 che raggiunse quasi 22 milioni di RPS (richieste al secondo). Cloudflare ha riconosciuto un attacco di oltre 17 milioni di RPS nel luglio 2021.

### FOISted
Nel giugno del 2022, Margin Research rivelò la vulnerabilità FOISted consentendo a un amministratore su un dispositivo di ottenere l'accesso "super amministratore" che consentirebbe lo sfruttamento del dispositivo per il reindirizzamento di comandi/controlli o per attacchi di tipo DDOS. L'exploit è stato corretto nella versione RouterOS rilasciata nell'ottobre del 2022.

## Galleria d'immagini

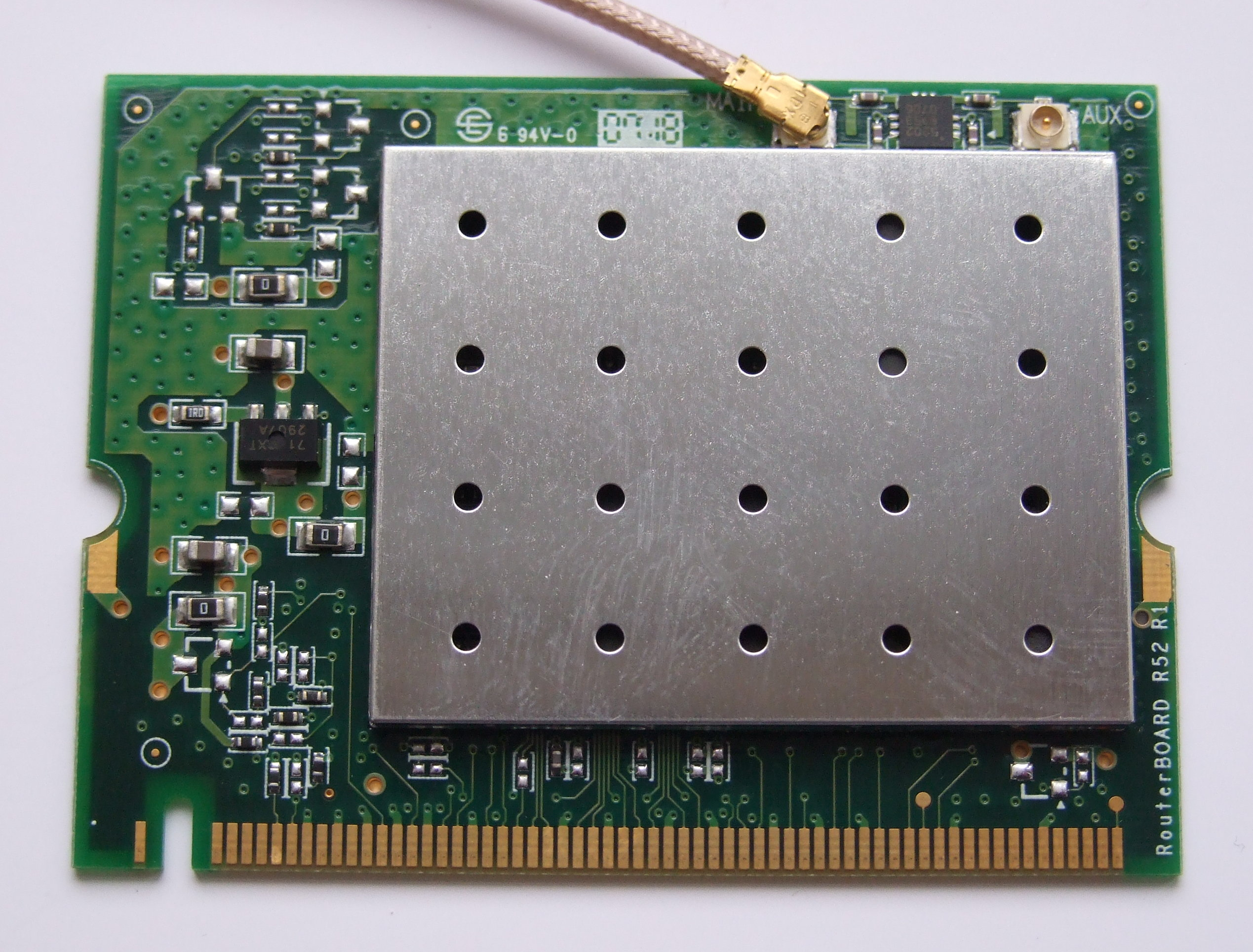
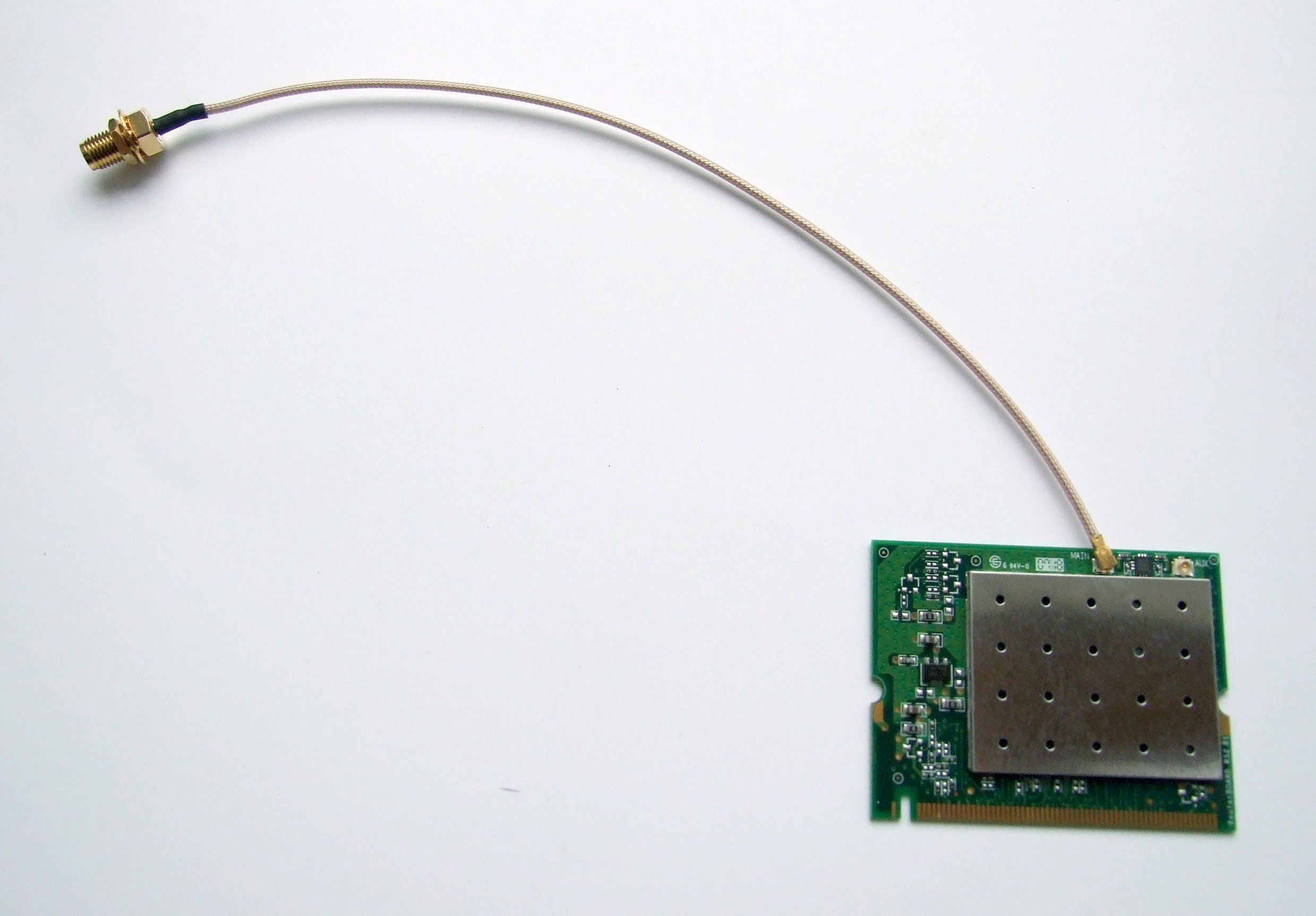
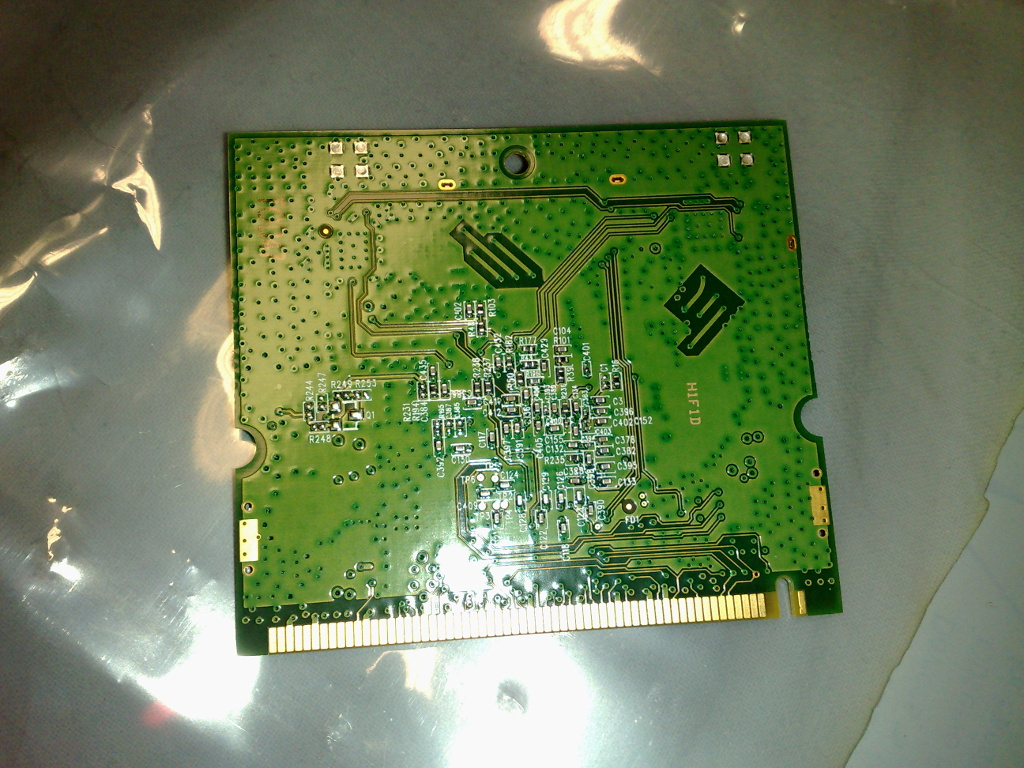
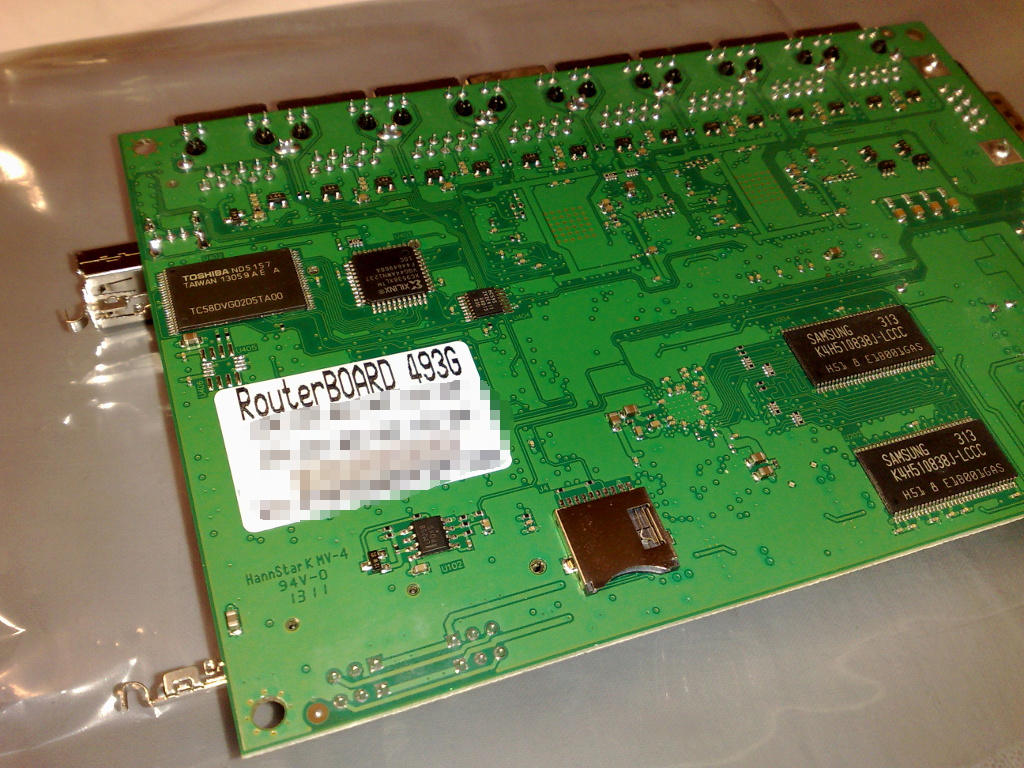
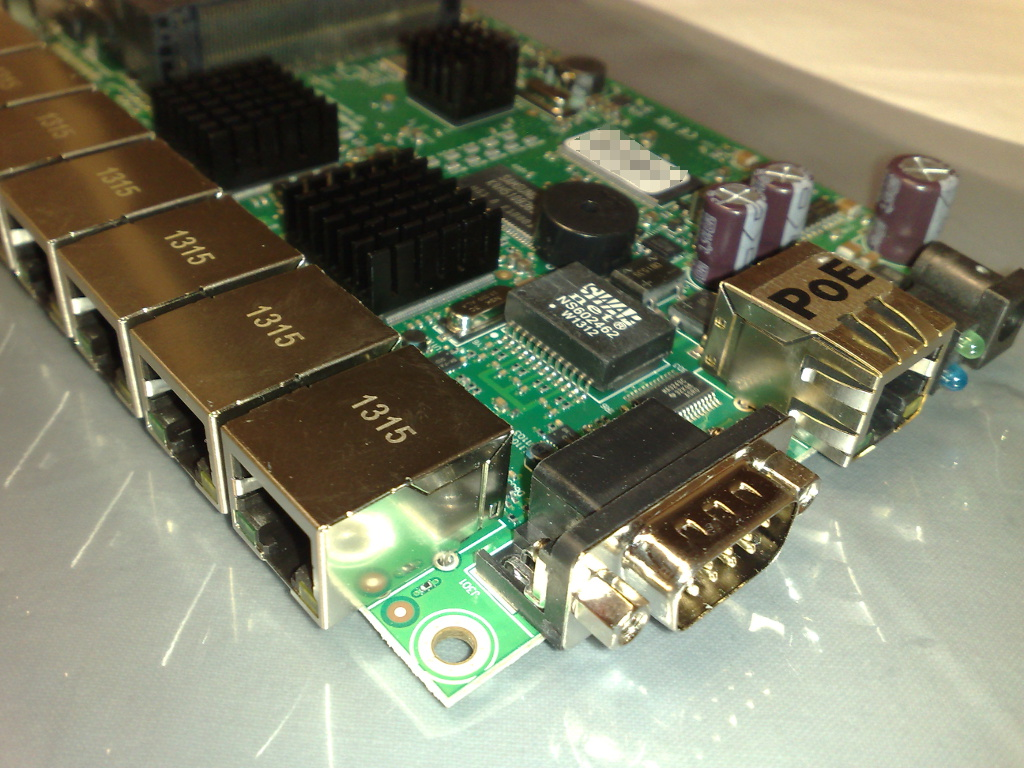
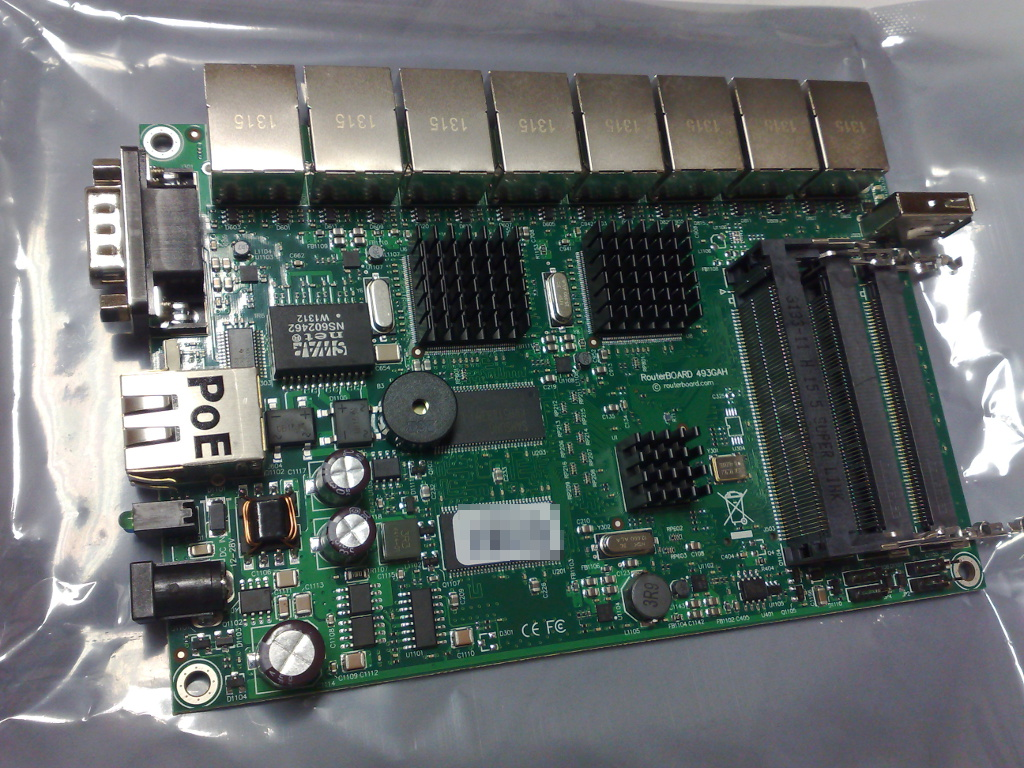
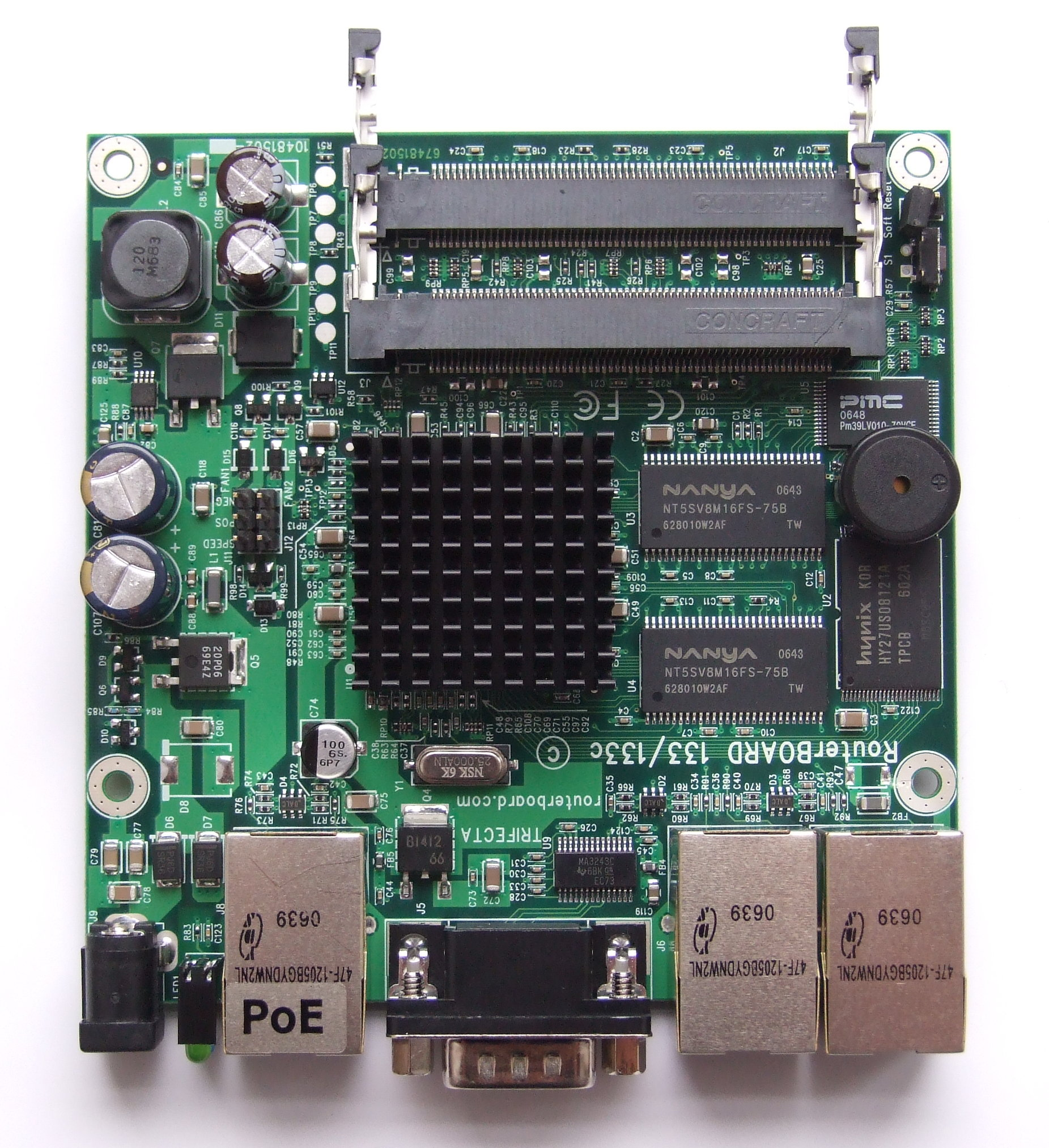
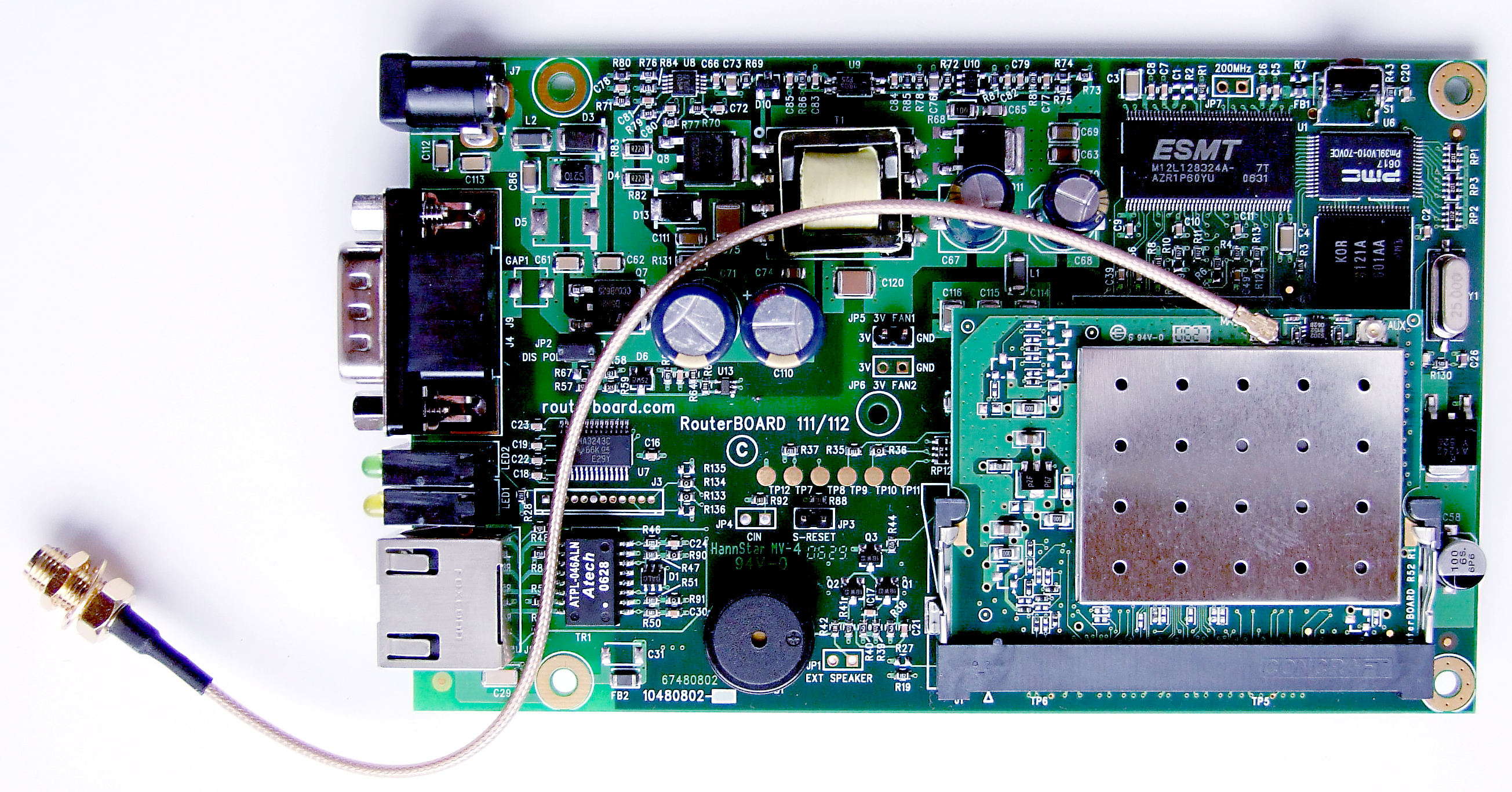